# WASP-121 b
WASP-121 b (ou Tylos) est une exoplanète de type Jupiter ultra-chaud en orbite autour de l'étoile WASP-121.
Elle fait l'objet de plusieurs études publiées concernant son atmosphère depuis sa découverte en 2015.

## Situation
Elle située à 900 années lumière de la Terre, dans le système de WASP-121. Elle est découverte en 2015.

## Caractéristiques
WASP-121 b est une exoplanète gazeuse, assez semblable à Jupiter, avec un attrait gravitationnel plutôt faible. Elle possède probablement de l'eau dans son atmosphère et une stratosphère.

### Atmosphère
Surchauffée par les rayons ultraviolets de sa proche étoile-mère, la stratosphère de WASP-121b semble libérer des gaz de fer et de magnésium dans l'espace, c'est ce qu'ont montré en 2019 des astronomes dirigés par David Sing (Université Johns Hopkins de Baltimore, dans le Maryland) grâce au télescope spatial Hubble. Ces deux éléments métalliques devraient y être présents sous la forme de nuages de gouttelettes de métal liquides en suspension dans l’atmosphère planétaire, mais à cause de la proximité de l'orbite de cette planète avec son étoile, le flux d'UV y chaufferait le haut de la stratosphère à  environ 2 500 °C, une température suffisante pour provoquer la vaporisation de ces gouttelettes.
Ces particularités ont attiré l'attention des scientifiques qui décident de lui donner un nom en 2023, Tylos.
En 2025, une étude fondée sur des observations faites à l'aide du Très Grand Télescope, met en évidence un comportement des couches atmosphériques, avec notamment des vitesses de plusieurs dizaines de milliers de km/h, qui ne peut être expliqué par les modèles mathématiques courants. Les interrogations qui en découlent ont conduit à programmer de nouvelles observations.